# Maître machine
Les « Maîtres de machine » sont des techniciens de marine le plus généralement diplômés de Bac plus deux à ingénieurs mécaniciens, dans des spécialités mécaniques de marine, diesel, turbines à vapeur ou a gaz, électrotechnique, hydrauliques etc., exerçant à bord des navires militaires ou marchands. Ils sont placés sous les ordres du « chef mécanicien » qui dans la marine nationale a le rang d'officier supérieur (4 à 5 galons) suivant le classement AUT. Dans la Royale, les « maîtres de machine » sont des officiers ou des sous officiers suivant leur rang, leur spécialité et la nature du navire.
Dans la Marine marchande ils ont les mêmes attributions.
Les « maîtres de machine » prennent les quarts de navigation à la machine, ils assurent la maintenance de la « machine », moteurs auxiliaires, entretien électrique, maintenance des systèmes hydrauliques, suivi des consommations de carburant, équilibrage du navire etc.